# Camellia brevistyla
Camellia brevistyla là một loài thực vật có hoa trong họ Theaceae. Loài này được (Hayata) Cohen-Stuart mô tả khoa học đầu tiên năm 1916.